# Гулкана (аэропорт)

Аэропорт Гулкана (англ. Gulkana Airport), (ИАТА: GKN, ИКАО: PAGK, FAA LID: GKN) — государственный гражданский аэропорт, расположенный в 13 километрах к юго-западу от центрального делового района города Гулкана (Аляска), США.

## Авиакомпании и пункты назначения
Деятельность аэропорта субсидируется за счёт средств Федеральной программы США Essential Air Service (EAS) по обеспечению воздушного сообщения между небольшими населёнными пунктами страны.